# Amendoeira (Macedo de Cavaleiros)
Amendoeira é uma freguesia portuguesa do município de Macedo de Cavaleiros, com 15,54 km² de área e 400 habitantes (censo de 2021). A sua densidade populacional é 25,7 hab./km².

## Demografia
A população registada nos censos foi:
| Distribuição da População por Grupos Etários | Distribuição da População por Grupos Etários | Distribuição da População por Grupos Etários | Distribuição da População por Grupos Etários | Distribuição da População por Grupos Etários |
| -------------------------------------------- | -------------------------------------------- | -------------------------------------------- | -------------------------------------------- | -------------------------------------------- |
| Ano                                          | 0-14 Anos                                    | 15-24 Anos                                   | 25-64 Anos                                   | > 65 Anos                                    |
| 2001                                         | 64                                           | 61                                           | 236                                          | 129                                          |
| 2011                                         | 48                                           | 48                                           | 223                                          | 108                                          |
| 2021                                         | 26                                           | 39                                           | 217                                          | 118                                          |

## Património
- Pelourinho de Pinhovelo - Imóvel de Interesse Público
- Terronha de Pinhovelo